# 莱布鲁济勒
莱布鲁济勒（法語：Les Brouzils，法語發音：[le bʁuzil]）是法国卢瓦尔河地区大区旺代省的一个市镇，位于该省中北部，属于永河畔拉罗什区。

## 地理
莱布鲁济勒（46°53'13"N, 1°19'18"W）面积41.25 平方千米，位于法国卢瓦尔河地区大区旺代省，该省份为法国西部沿海省份，北起大西洋卢瓦尔省和曼恩-卢瓦尔省，西临大西洋，南至滨海夏朗德省，东部及东南部与德塞夫勒省接壤。
与莱布鲁济勒接壤的市镇（或旧市镇、城区）包括：绍谢、沙瓦涅昂帕耶、拉科普沙尼耶尔、莱贝热芒、圣但尼拉舍瓦斯、蒙泰居旺代、蒙特雷韦尔。

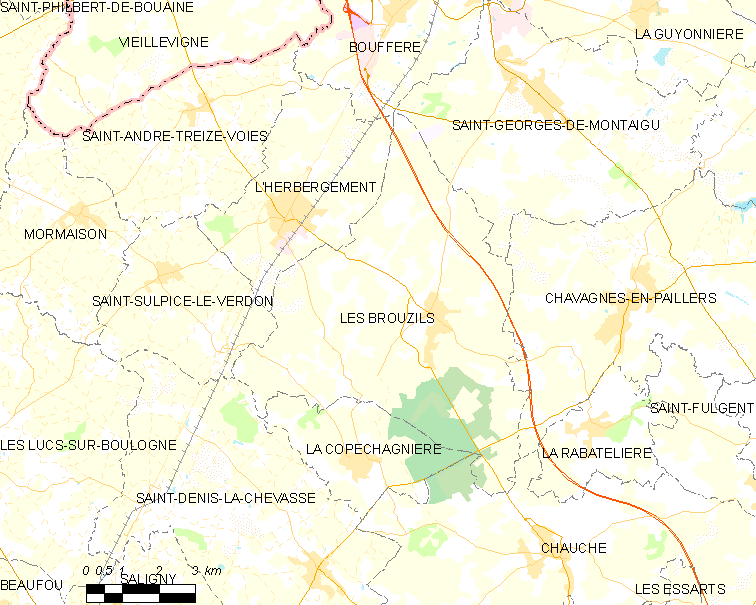
莱布鲁济勒的OSM定位图

莱布鲁济勒的时区为UTC+01:00、UTC+02:00（夏令时）。

## 行政
莱布鲁济勒的邮政编码为85260，INSEE市镇编码为85038。

## 政治
莱布鲁济勒所属的省级选区为蒙泰居旺代县。

## 人口

1962-2008年间莱布鲁济勒人口变化图示

莱布鲁济勒于2022年1月1日时的人口数量为2916人。